# Aéroport international d'Atâr
L'aéroport international d'Atâr (code IATA : ATR • code OACI : GQPA) est un aéroport de Mauritanie situé à Atar, la capitale de la région (wilaya) de l'Adrar, la plus touristique du pays.

## Situation
| Nouadhibou Zouérat Nouakchott Atâr |

## Compagnies et destinations
Les compagnies aériennes ASL Airlines et Mauritania Airlines assurent la liaison entre la capitale française et Atâr. 
La liaison avec la France a longtemps été interrompue pour des raisons de manque de sécurité. Après que la zone touristique mauritanienne est passée du rouge à l’orange par le site internet de la diplomatie française, l'aéroport accueille de nouveau des liaisons franco-mauritaniennes depuis décembre 2017. 